# Anno VIII del calendario rivoluzionario francese
L' anno VIII del calendario rivoluzionario francese corrisponde agli anni 1799 e 1800 del calendario gregoriano. Questo anno è iniziato il 23 settembre 1799 ed è terminato il 22 settembre 1800.

## Concordanze
| 1º vendemmiaio | 23 settembre |
| 8 vendemmiaio  | 30 settembre |
| 9 vendemmiaio  | 1º ottobre   |
| 30 vendemmiaio | 22 ottobre   |
| 1º brumaio     | 23 ottobre   |
| 9 brumaio      | 31 ottobre   |
| 10 brumaio     | 1º novembre  |
| 30 brumaio     | 21 novembre  |
| 1º frimaio     | 22 novembre  |
| 9 frimaio      | 30 novembre  |
| 10 frimaio     | 1º dicembre  |
| 30 frimaio     | 21 dicembre  |
| 1º nevoso      | 22 dicembre  |
| 10 nevoso      | 31 dicembre  |

| 11 nevoso    | 1º gennaio  |
| 30 nevoso    | 20 gennaio  |
| 1º piovoso   | 21 gennaio  |
| 11 piovoso   | 31 gennaio  |
| 12 piovoso   | 1º febbraio |
| 30 piovoso   | 19 febbraio |
| 1º ventoso   | 20 febbraio |
| 9 ventoso    | 28 febbraio |
| 10 ventoso   | 1º marzo    |
| 30 ventoso   | 21 marzo    |
| 1º germinale | 22 marzo    |
| 10 germinale | 31 marzo    |
| 11 germinale | 1º aprile   |
| 30 germinale | 20 aprile   |

| 1º fiorile   | 21 aprile |
| 10 fiorile   | 30 aprile |
| 11 fiorile   | 1º maggio |
| 30 fiorile   | 20 maggio |
| 1º pratile   | 21 maggio |
| 11 pratile   | 31 maggio |
| 12 pratile   | 1º giugno |
| 30 pratile   | 19 giugno |
| 1º messidoro | 20 giugno |
| 11 messidoro | 30 giugno |
| 12 messidoro | 1º luglio |
| 30 messidoro | 19 luglio |
| 1º termidoro | 20 luglio |
| 12 termidoro | 31 luglio |

| 13 termidoro  | 1º agosto    |
| 30 termidoro  | 18 agosto    |
| 1º fruttidoro | 19 agosto    |
| 13 fruttidoro | 31 agosto    |
| 14 fruttidoro | 1º settembre |
| 30 fruttidoro | 17 settembre |

| della virtù      | 18 settembre |
| del genio        | 19 settembre |
| del lavoro       | 20 settembre |
| dell'opinione    | 21 settembre |
| delle ricompense | 22 settembre |

## Avvenimenti
- 18 brumaio (9 novembre 1799) : Colpo di Stato del 18 brumaio : Bonaparte rovescia il Direttorio, prende il potere e si autonomina Primo Console.
- 19 frimaio (10 dicembre 1799) : legge che crea le basi del sistema metrico decimale[1].
- 25 fiorile (15 maggio 1800) : Napoleone Bonaparte attraversa le Alpi e invade l'Italia.
- 25 pratile (14 giugno) : Vittoria di Bonaparte e di Desaix nella battaglia di Marengo contro l'esercito austriaco.
- 18 fruttidoro (5 settembre) : L'isola di Malta, che era stata occupata dai francesi, viene conquistata dalle truppe britanniche.
- 28 piovoso: Bonaparte crea le funzioni di prefetto e di sotto-prefetto. Chiede a  Cambacérès di scrivere il Codice delle Leggi.
- Creazione della Banca di Francia.
- La Francia recupera dalla Spagna il territorio americano della Louisiana con il trattato segreto di San Ildefonso.